# Giovanni Fumarola
Giovanni Fumarola (San Michele Salentino, 23 ottobre 1964) è un allenatore di football americano ed ex giocatore di football americano italiano, di ruolo offensive lineman, attuale coach dei Blue Storms Gorla Minore.

## Carriera da giocatore
Nato a San Michele Salentino il 23 ottobre 1964, dopo essersi trasferito a Legnano da ragazzo, gioca a Legnano, Corbetta, Milano, Gallarate, Bollate, Rho e Gorla Minore, sempre nel ruolo di offensive lineman.
Nel 1987 vince il campionato di Serie B AIFA con i Black Knights Rho, salendo in Serie A.
Nella stagione 1994, arriva con gli Old Black Knights Rho fino al Eight Bowl III, perso contro gli Skorpions Varese. In quell'occasione mette a segno un TD su ricezione.
Con i Frogs Legnano ha giocato cinque Superbowl Italiani, vincendone due (1994, 1995) e venendo sconfitto nel 1990, nel 1997 e nel 1998
Sempre con i Frogs Legnano ha preso parte a tre edizioni dell'Eurobowl (1990, 1995, 1996), perdendo la finale a Rimini contro i Manchester Spartans (1990), e venendo eliminati nelle altre due edizioni in semifinale.
Ha sempre giocato col numero 77.

### Statistiche
| Stagione             | Squadra                  | Campionato           | Campionato | Campionato     | Coppe nazionali | Coppe nazionali | Coppe continentali | Coppe continentali | Altri tornei | Altri tornei | Totale | Totale |
| Stagione             | Squadra                  | Comp                 | Pres       | Pres (Playoff) | Comp            | Pres            | Comp               | Pres               | Comp         | Pres         | Pres   |        |
| -------------------- | ------------------------ | -------------------- | ---------- | -------------- | --------------- | --------------- | ------------------ | ------------------ | ------------ | ------------ | ------ | ------ |
| 1983                 | Steelmen Legnano         | -                    | -          | -              | -               | -               | -                  | -                  | -            | -            | -      |        |
| 1984                 | Steelmen Legnano         | B                    | 10         | -              | -               | -               | -                  | -                  | -            | -            | 10     |        |
| 1985                 | Steelmen Legnano         | B                    | 10         | -              | -               | -               | -                  | -                  | -            | -            | 10     |        |
| Totale Steelmen      | Totale Steelmen          | Totale Steelmen      | 20         |                | -               | -               |                    | -                  |              | -            | 20     |        |
| 1986                 | Vikings Legnano          | A                    | 10         | 1              | -               | -               | -                  | -                  | -            | -            | 11     |        |
| Totale Vikings       | Totale Vikings           | Totale Vikings       | 10         | 1              |                 | -               |                    | -                  |              | -            | 11     |        |
| 1987                 | Black Knights Rho        | B                    | 10         | 2              | -               | -               | -                  | -                  | -            | -            | 12     |        |
| 1988                 | Black Knights Rho        | A2                   | 8          | 1              | -               | -               | -                  | -                  | -            | -            | 9      |        |
| 1989                 | Black Knights Rho        | A2                   | 8          | 2              | -               | -               | -                  | -                  | -            | -            | 10     |        |
| Totale Black Knights | Totale Black Knights     | Totale Black Knights | 26         | 5              |                 | -               |                    | -                  |              | -            | 31     |        |
| 1990                 | Frogs Legnano            | A1                   | 12         | 3              | -               | -               | EB                 | 2                  | -            | -            | 17     |        |
| Totale Frogs         | Totale Frogs             | Totale Frogs         | 12         | 3              |                 | -               |                    | 2                  |              | -            | 17     |        |
| 1991                 | Black Knights Rho        | B                    | 10         | 2              | -               | -               | -                  | -                  | -            | -            | 12     |        |
| 1992                 | Black Knights Rho        | B                    | 8          | 2              | -               | -               | -                  | -                  | -            | -            | 10     |        |
| 1993                 | Black Knights Rho        | A2                   | 9          | -              | -               | -               | -                  | -                  | -            | -            | 9      |        |
| 1994                 | Old Black Knights Rho    | B                    | 9          | 3              | -               | -               | -                  | -                  | -            | -            | 12     |        |
| Totale Black Knights | Totale Black Knights     | Totale Black Knights | 36         | 7              |                 | -               |                    | -                  |              | -            | 43     |        |
| 1994                 | Frogs Legnano            | A1                   | 10         | 2              | -               | -               | -                  | -                  | -            | -            | 12     |        |
| 1995                 | Frogs Legnano            | GL                   | 12         | 3              | -               | -               | EB                 | 2                  | -            | -            | 17     |        |
| 1996                 | Frogs Legnano            | GL                   | 12         | 2              | -               | -               | EB                 | 2                  | -            | -            | 16     |        |
| 1997                 | Frogs Legnano            | GL                   | 10         | 3              | -               | -               | -                  | -                  | -            | -            | 13     |        |
| 1998                 | Frogs Legnano            | GL                   | 10         | 2              | -               | -               | -                  | -                  | -            | -            | 12     |        |
| 1999                 | Frogs Legnano            | GL                   | 8          | 1              | -               | -               | -                  | -                  | -            | -            | 9      |        |
| 2000                 | Frogs Legnano            | WL                   | 8          | -              | -               | -               | -                  | -                  | -            | -            | 8      |        |
| 2001                 | Frogs Milano             | GL                   | 8          | 2              | -               | -               | -                  | -                  | -            | -            | 10     |        |
| 2002                 | Frogs Milano             | GL                   | 7          | 3              | -               | -               | -                  | -                  | -            | -            | 10     |        |
| 2003                 | Frogs&K Gallarate        | GL                   | 8          | 1              | -               | -               | -                  | -                  | -            | -            | 9      |        |
| Totale Frogs         | Totale Frogs             | Totale Frogs         | 93         | 19             |                 | -               |                    | 4                  |              | -            | 116    |        |
| 2004                 | Blue Storms Varese       | -                    | -          | -              | -               | -               | -                  | -                  | -            | -            | -      |        |
| 2005                 | Blue Storms Gorla Minore | C                    | 6          | 3              | -               | -               | -                  | -                  | -            | -            | 9      |        |
| 2006                 | Blue Storms Gorla Minore | A2                   | 7          | 1              | -               | -               | -                  | -                  | -            | -            | 8      |        |
| 2007                 | Blue Storms Gorla Minore | A2                   | 8          | 2              | -               | -               | -                  | -                  | -            | -            | 10     |        |
| Totale Blue Storms   | Totale Blue Storms       | Totale Blue Storms   | 21         | 6              |                 | -               |                    | -                  |              | -            | 27     |        |
| Totale carriera      | Totale carriera          | Totale carriera      | 218        | 41             |                 | -               |                    | 6                  |              | -            | 265    |        |

## Carriera da allenatore
Inizia la carriera di allenatore nel 1991, preparando per quattro le linee offensive dei Black Knights Rho.
Durante la pluriennale esperienza ai Frogs, allena le giovanili del club, partecipando a tre campionati under-21 e due under-18.
Dal 2005 allena le linee offensive e gli special teams dei Blue Storms Gorla Minore.
Conduce l'under-15 del club alla conquista di due campionati italiani nel 2010 e nel 2011, e i ragazzi dell'under-13 alla conquista del tricolore nel 2009.
Nel settembre del 2011, si classifica al secondo posto con entrambi i team under-13 e under-15 in Coppa Italia di flag; prima di passare momentaneamente alla guida dell'attacco dei Seamen Milano under-21.
Al termine del campionato Under21, fa ritorno ai Blue Storms Gorla Minore, sempre in veste di allenatore della offensive line e delle giovanili.

## Palmarès

### Club

#### Competizioni nazionali

##### Giocatore
- Campionato italiano: 2

Frogs Legnano: 1994, 1995
- Campionato italiano di Serie B: 1

Black Knights Rho: 1987

##### Allenatore
- Campionato italiano under-15: 1

Blue Storms Gorla Minore: 2010
- Campionato italiano under-15 flag: 1

Blue Storms Gorla Minore: 2011
- Campionato italiano under-13 flag: 1

Blue Storms Gorla Minore: 2009